# Узун, Джан
Джан Йылмаз Узун (тур. Can Yılmaz Uzun; родился 11 ноября 2005, Регенсбург, Германия) — турецкий футболист, атакующий полузащитник клуба «Айнтрахт Франкфурт» и сборной Турции.

## Клубная карьера
Воспитанник клубов «Ян Регенсбург» и «Ингольштадт 04», в 2019 году Узун присоединился к «Нюрнбергу». 10 апреля 2023 года дебютировал за фарм-клуб «Нюрнберг II» в матче Региональной лиги против «Швайнфурта» и забил гол. 12 мая 2023 года дебютировал за основную команду клуба, выйдя на замену в матче Второй Бундеслиги против «Магдебурга». 6 августа 2023 года забил свой первый гол за «Нюрнберг», оформив дубль в ворота клуба «Ганновер 96».

## Карьера в сборной
Выступал за сборные Турции до 17 и до 18 лет, а также за главную сборную.